# 찬스는 평등
〈찬스는 평등〉(チャンスは平等 챤스와표도[*])는 일본의 여성 아이돌 그룹 노기자카46의 35번째 싱글이다. 2024년 4월 10일에 N46Div.를 통해 발매되었다. 센터는 야마시타 미즈키가 맡았다.